# André Rieu
André Léon Marie Nicolas Rieu (n. 1 octombrie 1949, Maastricht, Țările de Jos) este un violonist, dirijor și compozitor neerlandez. Rieu este cunoscut pentru înființarea Orchestrei Johann Strauss în 1987.

## Copilăria și studiile
André Léon Marie Nicolas Rieu s-a născut pe 1 octombrie 1949 în orașul olandez Maastricht, în care părinții și cele două surori ale sale s-au mutat din Amsterdam. Tatăl său, André Rieu Sr., a fost dirijor al Orchestrei Simfonice Limburg și al Operei din Leipzig. Acesta a murit în 1992 din cauza unui accident vascular cerebral, în urma căruia a rămas paralizat. La vârsta de cinci ani, Rieu începe să ia lecții de vioară, fiind încurajat de tatăl său. 
În 1967, după ce a părăsit școala de gramatică, André Rieu continuă să studieze vioara la conservatorul din Liège, iar mai târziu la conservatorul din Maastricht până în 1973. Printre profesorii lui s-au numărat Jo Jude și Herman Krebbers. În 1974 se mută la Conservatorul Regal din Bruxelles, unde profesor îi va fi André Gertier. Își termină studiile în 1977, când primește distincția „Premier Prix”.